# Ernest L. Blumenschein
Pour les articles homonymes, voir Blumenschein.
Ernest L. Blumenschein, né Ernest Leonard Blumenschein le 26 mai 1874 à Pittsburgh dans l'état de la Pennsylvanie et décédé le 6 juin 1960 à Albuquerque dans l'état du Nouveau-Mexique, est un peintre et un illustrateur américain, spécialisé dans la peinture de paysage. Il est connu pour être l'un des membres fondateurs de la Taos Society of Artists (en) et pour ces tableaux représentant les amérindiens et les paysages du Nouveau-Mexique et du Sud-Ouest des États-Unis.

## Biographie
Ernest L. Blumenschein naît à Pittsburgh dans l'état de la Pennsylvanie en 1874. Quatre ans plus tard, lorsque sa mère décède, il suit son père à Dayton dans l'Ohio ou ce dernier a trouvé une place au sein de l'orchestre philharmonique de la ville. À la fin de ses études secondaires, Blumenschein obtient une bourse pour étudier le violon au College-Conservatory of Music de Cincinnati.
À Cincinnati, en plus de la musique, il étudie également le dessin auprès du peintre Fernand Lungren à la Art Academy of Cincinnati, ce qui l'amène à changer ses études. Il s'installe à New York en 1892 et étudie à la Art Students League of New York, avant de s'inscrire à l'académie Julian en 1894. Sur place, il se lie d'amitié avec les peintres Joseph Henry Sharp, Eanger Irving Couse et Bert Geer Phillips.

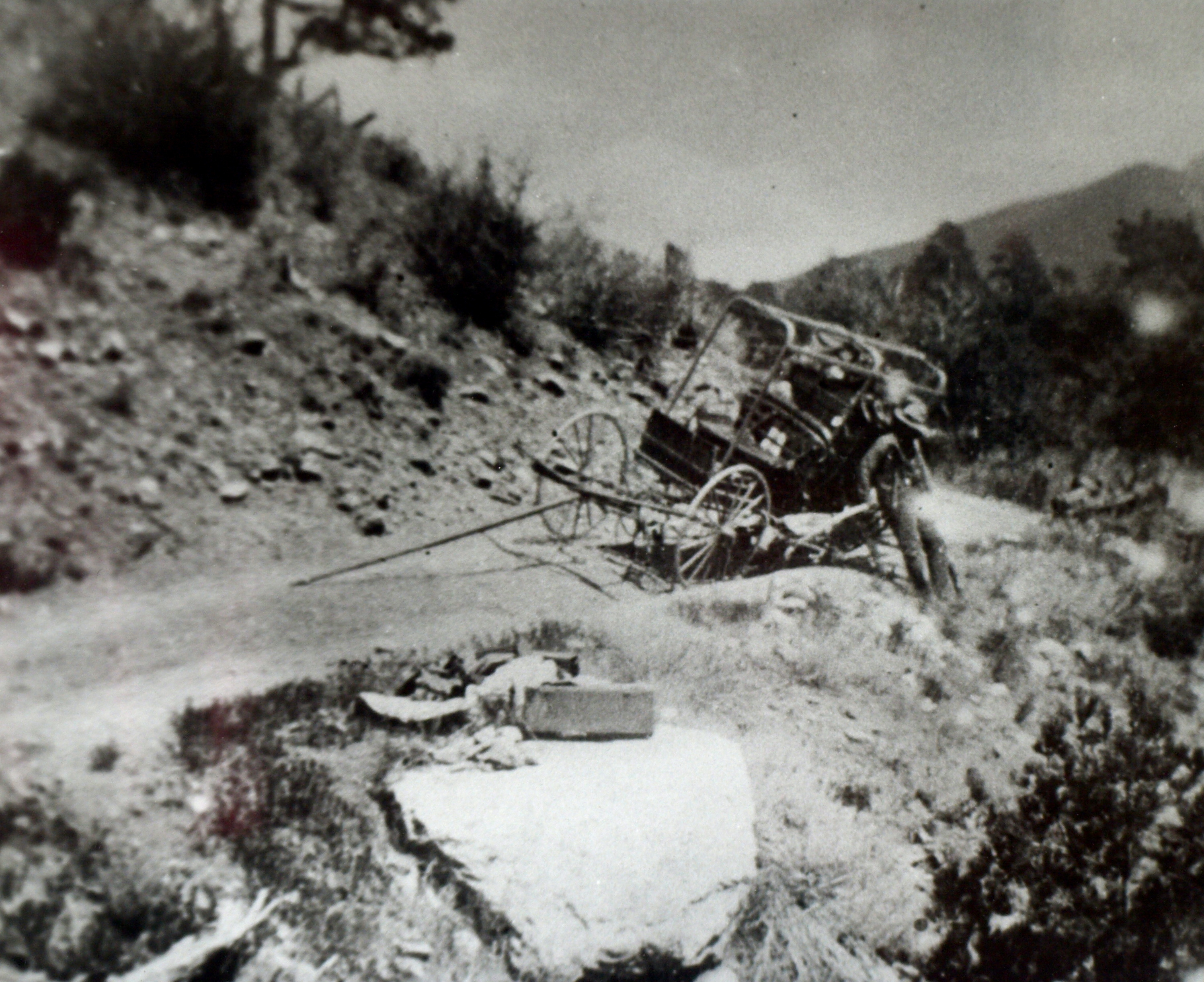
Photographie de l'accident du chariot.

En 1896, il revient à New York pour travailler comme illustrateur dans un studio qu'il partage avec Phillips. En 1898, il voyage en Arizona et au Nouveau-Mexique. De retour à New York, il entraîne Phillips dans un nouveau voyage à destination de l'Ouest américain la même année. Ils effectuent un premier arrêt à Denver dans le Colorado, ou ils se procurent un chariot bâché, des chevaux, un revolver et du matériel de camping et d'art, dans le but de rejoindre le Mexique.
Dans le nord du Nouveau-Mexique, la route accidentée provoque la rupture d'une roue du chariot, ce qui modifie le voyage des deux hommes et les amènent à se rendre dans la ville de Taos. Sur place, ils vendent leurs équipements et décident de monter un studio. Blumenschein réside trois mois à Taos, avant de retourner à New York pour reprendre sa carrière d'illustrateur, tandis que Phillips décide de rester sur place. En 1899, Blumenschein retourne à l'académie Julian, avant de s'installer durant cinq ans de 1902 à 1909 à Paris, ou il fréquente à nouveau l'académie. Durant ce dernier séjour, il rencontre et épouse l'artiste Mary Shepard Greene (en)
Le couple rentre à New York en 1909. Il travaille alors comme illustrateur, notamment pour les revues Scribner's Magazine et The Century Magazine, et enseigne à la Art Students League of New York et à l'institut Pratt. Dès 1910, il passe ses étés à Taos. En 1915, il est l'un des six membres fondateurs de la Taos Society of Artists (en), en compagnie des peintres Joseph Henry Sharp, Oscar E. Berninghaus, W. Herbert Dunton, Couse et Phillips. Durant la Première Guerre mondiale, il conçoit de larges peintures de paysage, dites peinture de télémétrie (en), dans le but d'entraîner les artilleurs à améliorer leur précision.
Le couple s'installe définitivement à Taos en 1919 et Blumenschein occupe le poste de président de la Taos Society of Artists de 1920 à 1921. En 1923, il s'engage dans un autre groupe d'artistes, la The New Mexico Painters, ce qui provoque une brouille définitive avec ces anciens camarades. En 1926, il réalise un ensemble de trois peintures murales pour le capitole de l'État du Missouri. En 1928, il séjourne en Europe, à Paris, à Rome et dans le petit village de Brensbach en Allemagne, ou il avait des ancêtres. En 1931, il est membre du jury lors de l'exposition annuelle de la Carnegie International (en). 
Au cours de sa carrière, il a été membre du Salmagundi Club et de l'académie américaine des beaux-arts. Il décède à Albuquerque au Nouveau-Mexique en 1960. Sa dernière résidence, la Ernest L. Blumenschein House est inscrite au National Historic Landmark en 1965 et est aujourd'hui un musée.
Ces œuvres sont notamment visibles ou conservées au Smithsonian American Art Museum de Washington, D.C., au Taos Art Museum (en) et à l'Harwood Museum of Art de Taos, au Gilcrease Museum (en) de Tulsa, au New Mexico Museum of Art de Santa Fe, au musée d'Art d'El Paso, à l'Albuquerque Museum of Art and History (en) d'Albuquerque, au musée d'Art de Denver et à l'Eiteljorg Museum of American Indians and Western Art (en) d'Indianapolis.

## Œuvres

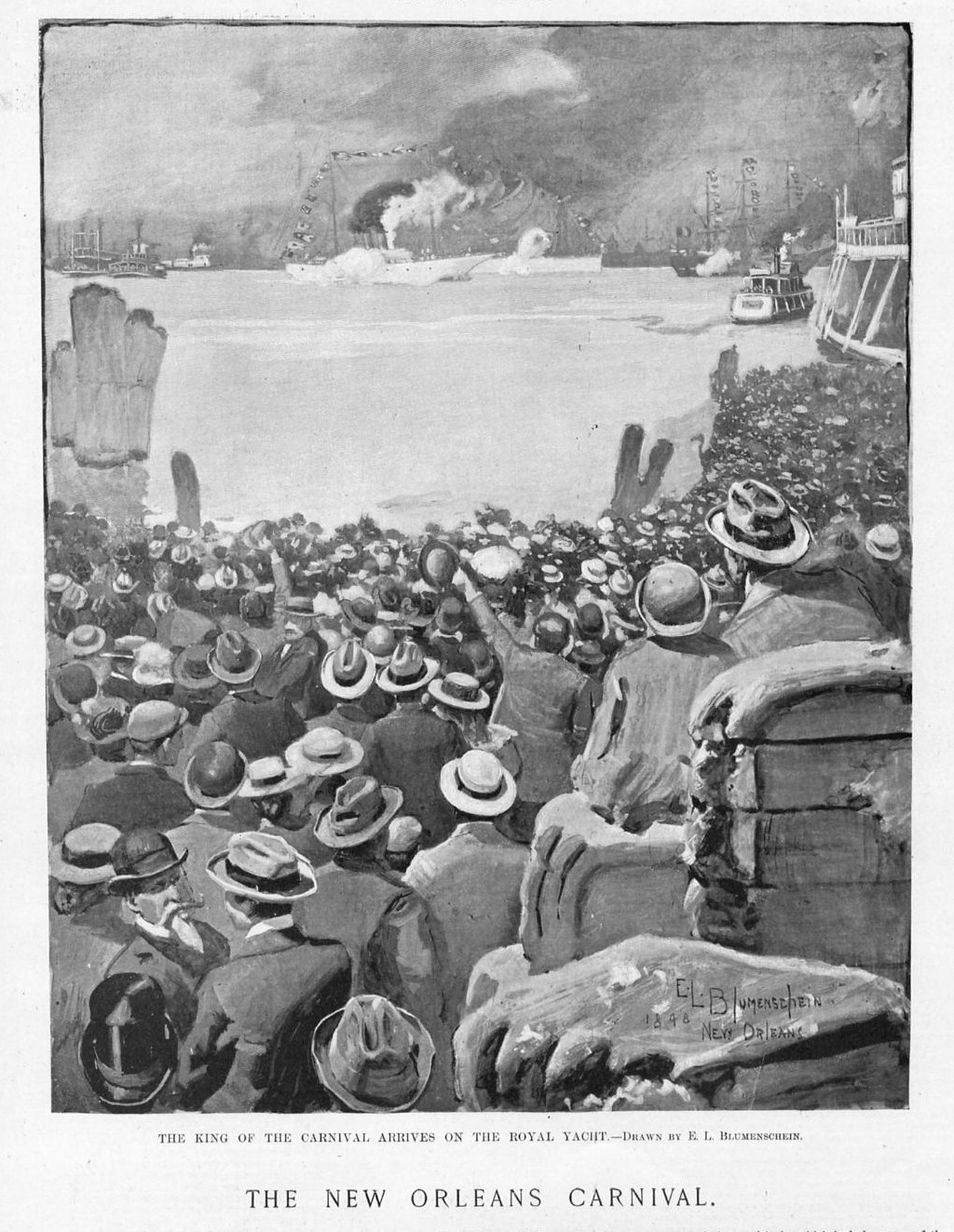
The King of Carnival Arrives on the Royal Yacht, 1898
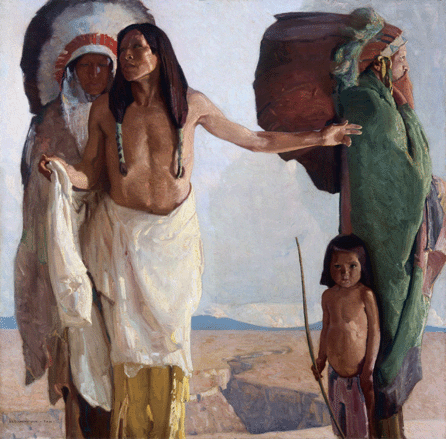
The Peacemaker (The Orator), 1913
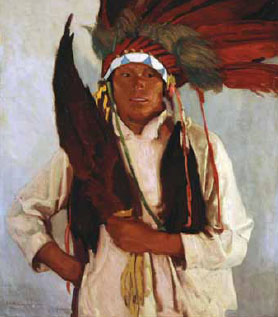
Eagle Fan, 1915, musée d'Art de Denver
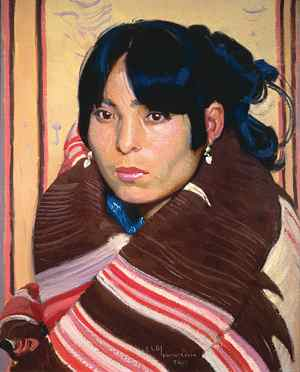
Portrait of Albedia, vers 1918
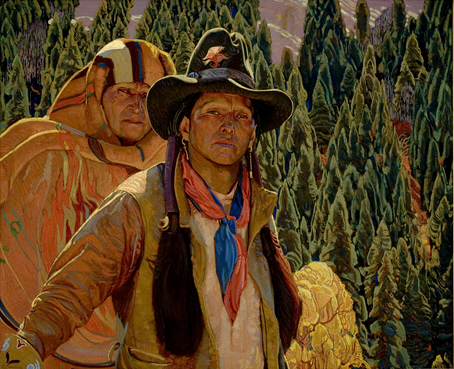
Star Road and White Sun, 1920, Albuquerque Museum of Art and History (en)
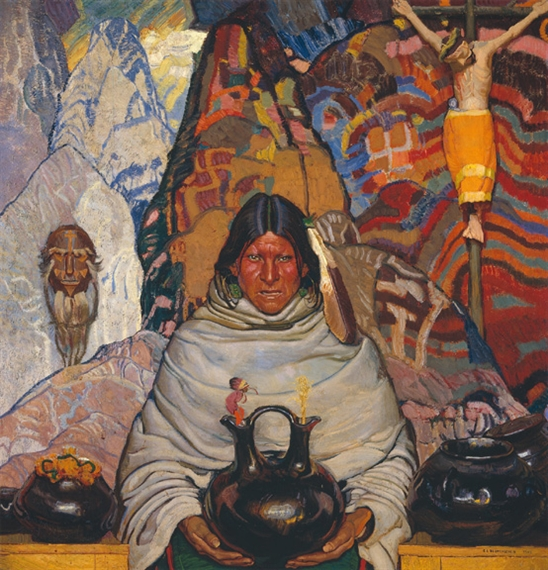
Superstition, 1921, Gilcrease Museum (en)
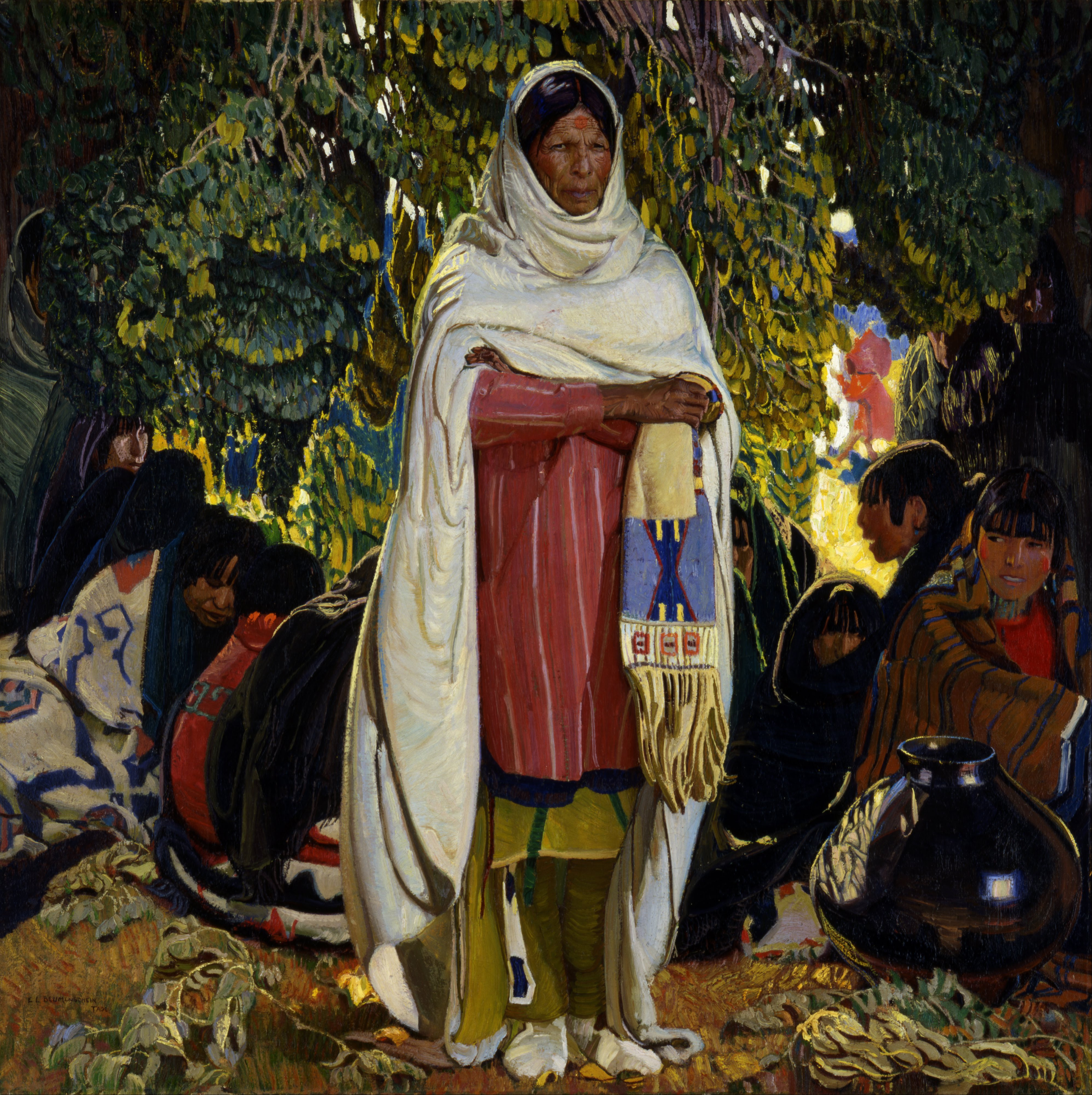
The Gift, 1922, Smithsonian American Art Museum
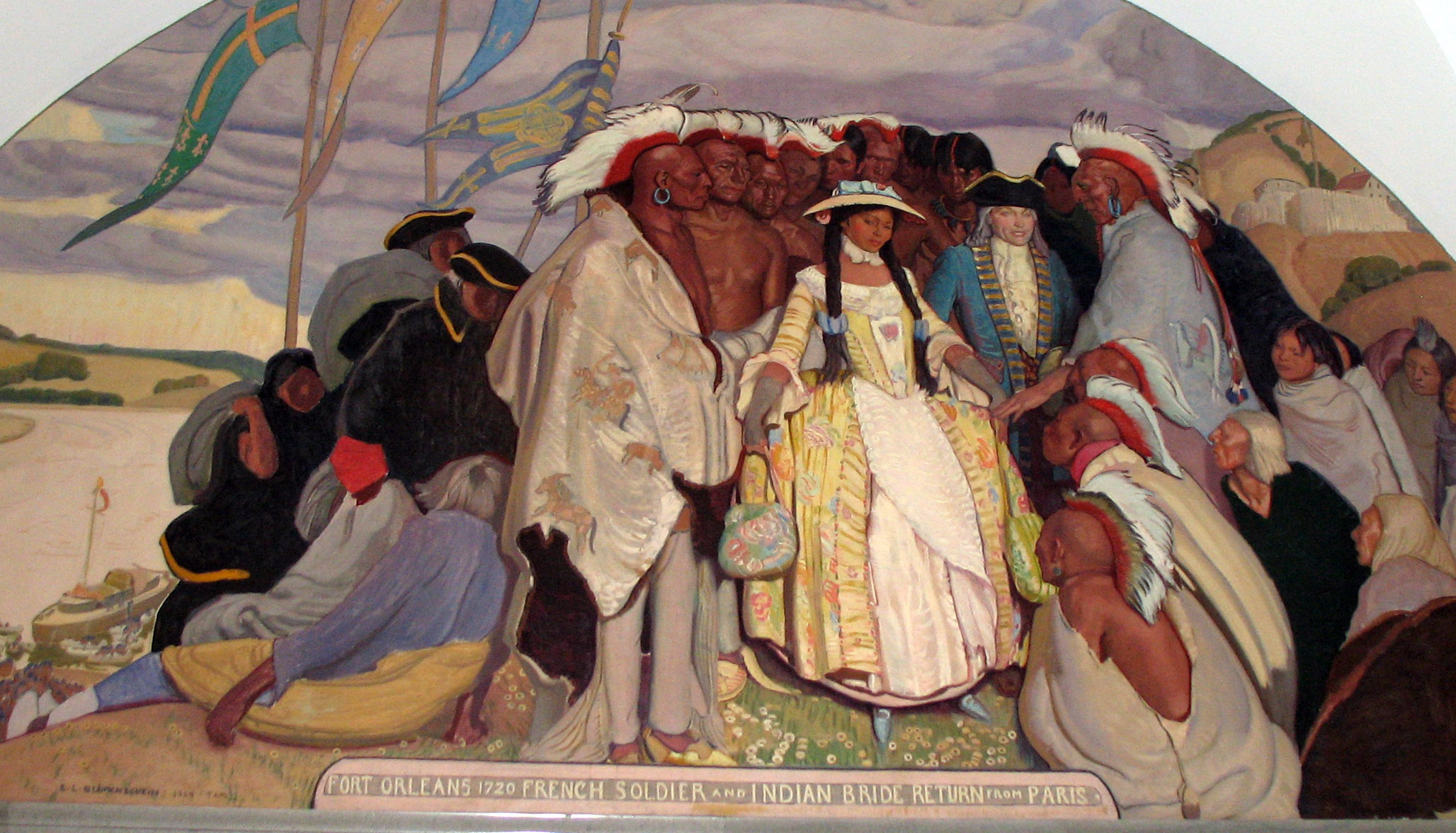
Return to Fort Orléans, sans date, capitole de l'État du Missouri